# Oběti druhé světové války

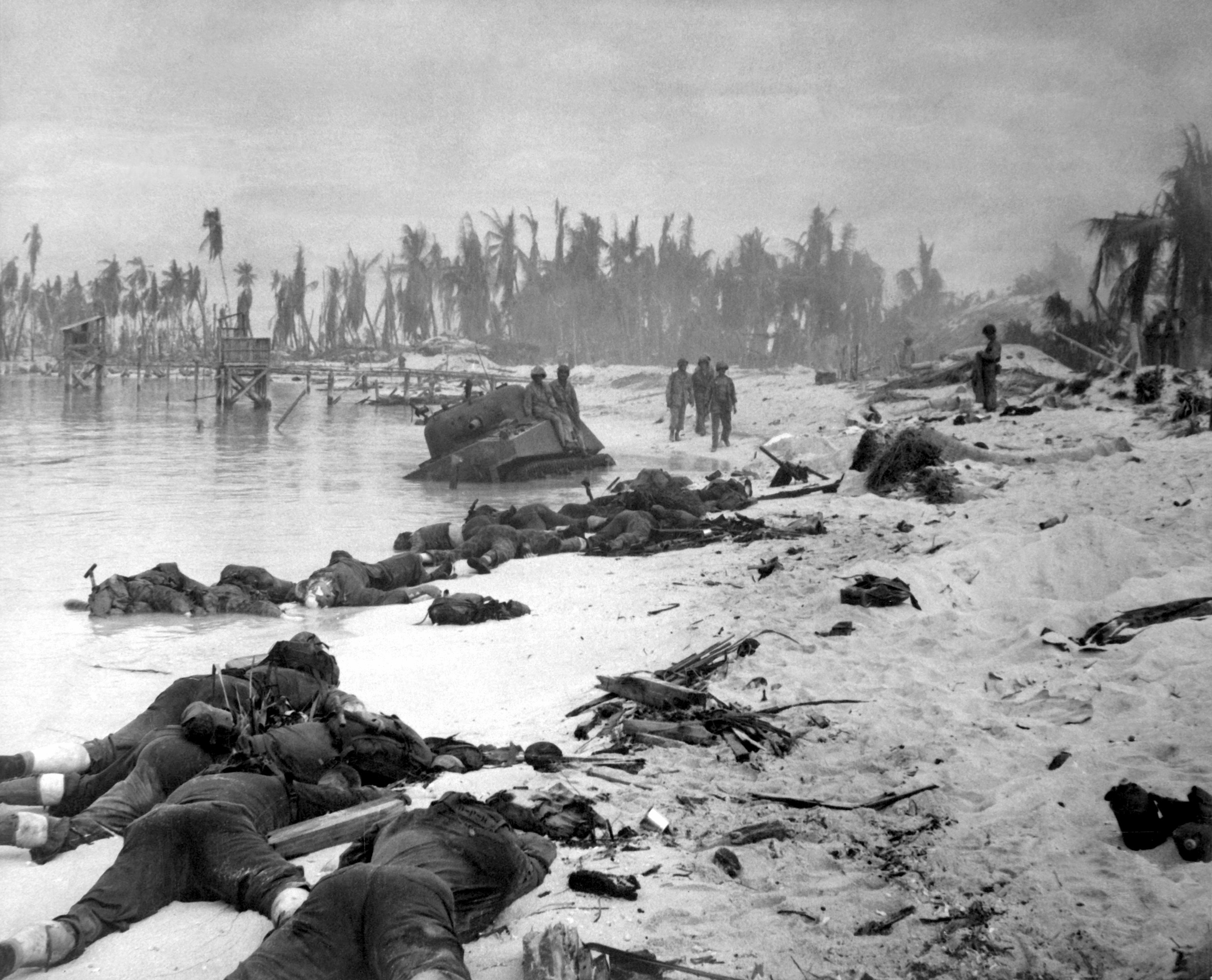
Mrtvá těla amerických vojáků na pobřeží atolu Tarawa na Gilbertových ostrovech

Druhá světová válka byla nejkrvavějším konfliktem v lidských dějinách. V tomto konfliktu bylo zabito kolem 60 milionů lidí. Tabulka níže poskytuje přehled o počtu padlých.

## Celkové ztráty

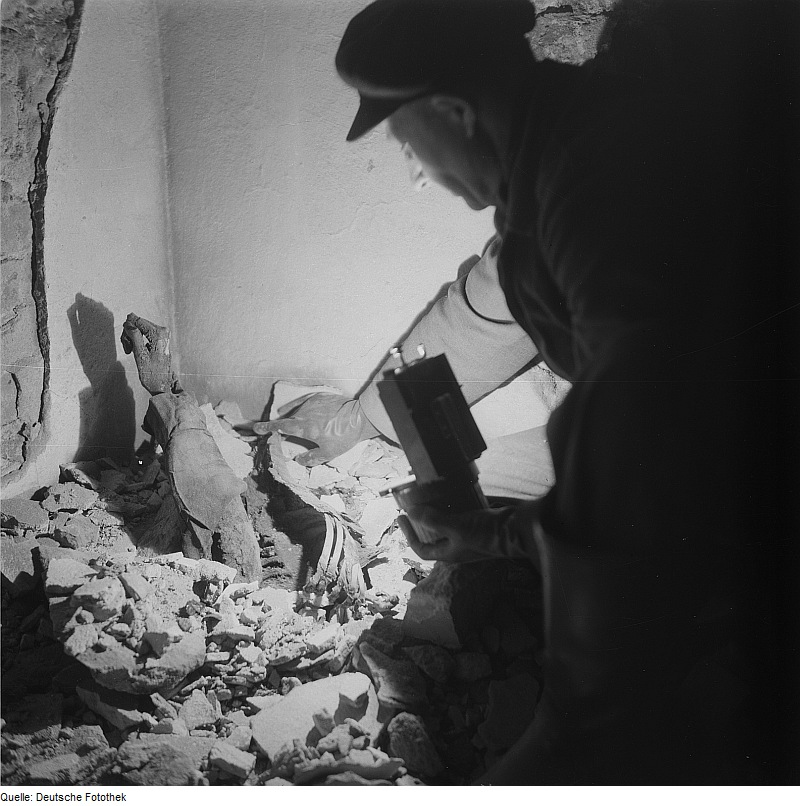
Ruka trčící z rozvalin jednoho z protiletadlových krytů po náletu na Drážďany.

Celkové ztráty na životech způsobené druhou světovou válkou představují více než 72 milionů lidí. Civilní oběti představují asi 47 milionů, včetně asi 20 milionů lidí, kteří zemřeli během války v důsledku hladu a nemocí, a to včetně 6 milionů obětí židovského holocaustu. Vojenské ztráty představují asi 25 milionů, včetně 5 milionů válečných zajatců. Spojenci ztratili asi 61 milionů lidí, státy Osy ztratily 11 milionů. (Ztráty zemí, které původně bojovaly společně s zeměmi Osy a později přešly na stranu spojenců, jsou započítány mezi ztráty Spojenců, nezávisle na tom, kdy je utrpěly.) Rozdíly ve ztrátách mezi jednotlivými zeměmi zapříčinilo několik faktorů, jako byla vojenská připravenost, zločiny proti lidskosti, ekonomické přípravy a celkový stupeň technického rozvoje.

## Nejasnost přesného počtu obětí

Tabulka počtu obětí války.

Statistiky obětí druhé světové války se v závislosti na zdroji výrazně liší. Nejoptimističtější odhady hovoří o 50 milionech, ty nejhorší o více než 70 milionech mrtvých. Zdroje použité v tomto článku pocházejí ze současných odhadů. Důležité byly zejména výzkumy v Rusku po pádu bolševismu, které vrhly na ztráty v Sovětském svazu nové světlo. Ty podle současných představ odhadují na 26,6 milionů mrtvých v Sovětském svazu. Někteří autoři však zpochybňují přesnost počtu zejména civilních obětí, které byly pouze odhadovány z nepřesných informací o rozdílech v počtu obyvatel mnoho let před válkou a po ní.
Historici v postkomunistickém Polsku odhadují ztráty etnických Poláků a Židů mezi 4,9 milionů a 5,6 miliony. Kontroverze a polemiky vedly ke vzniku veřejné databáze obsahující informace o lidech zavražděných, padlých nebo jinak poškozených druhou světovou válkou v Polsku. V roce 2006 zahájil Ústav národní paměti (IPN) a polské ministerstvo kultury program „Osobní ztráty a oběti represí pod německou okupací“, jehož cílem bylo přesně odhadnout a dokumentovat skutečný počet polských obětí německého nacismu v letech 1939–1945 v Německem okupovaném Polsku. K 29. 6. 2021 se v databázi nachází 5,153,527 zápisů obětí, ze kterých 4,647,298 se podařilo identifikovat dle jména a příjmení a u 506,229 se nepodařilo prozatím jméno a příjmení zjistit. Zjistit přesný počet obětí 76 let po válce je velmi těžký úkol s ohledem na to, že mnoho pamětníků již nežije a během masakrů páchaných Němci byly vražděny celé rodiny a nepřežil nikdo, kdo by o zavražděných mohl podat svědectví. Ze stejných důvodů je problém dohledat jména k obětem, jejichž usmrcení byla svědkem osoba, která oběti neznala.
Historik zabývající se německou armádou Dr. Rüdiger Overmans publikoval v roce 2000 studii, která odhaduje počet padlých a pohřešovaných Němců ve válce na 5,3 miliony.
Počet padlých Britského společenství je založen na výzkumu organizace CWGC. Ta uvádí ztráty 12 milionů lidí v důsledku válkou způsobeného hladu v Číně, Indonésii, Indočíně a Indii, což se však do ztrát způsobených válkou často nezapočítává.

## Ztráty jednotlivých zemí

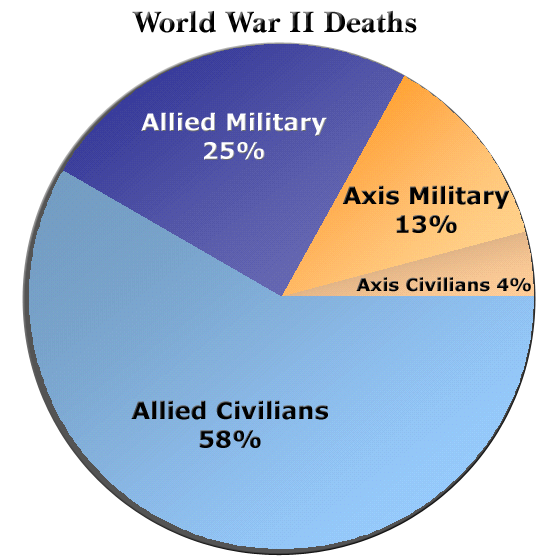
Graf znázorňující podíl ztrát jednotlivých stran

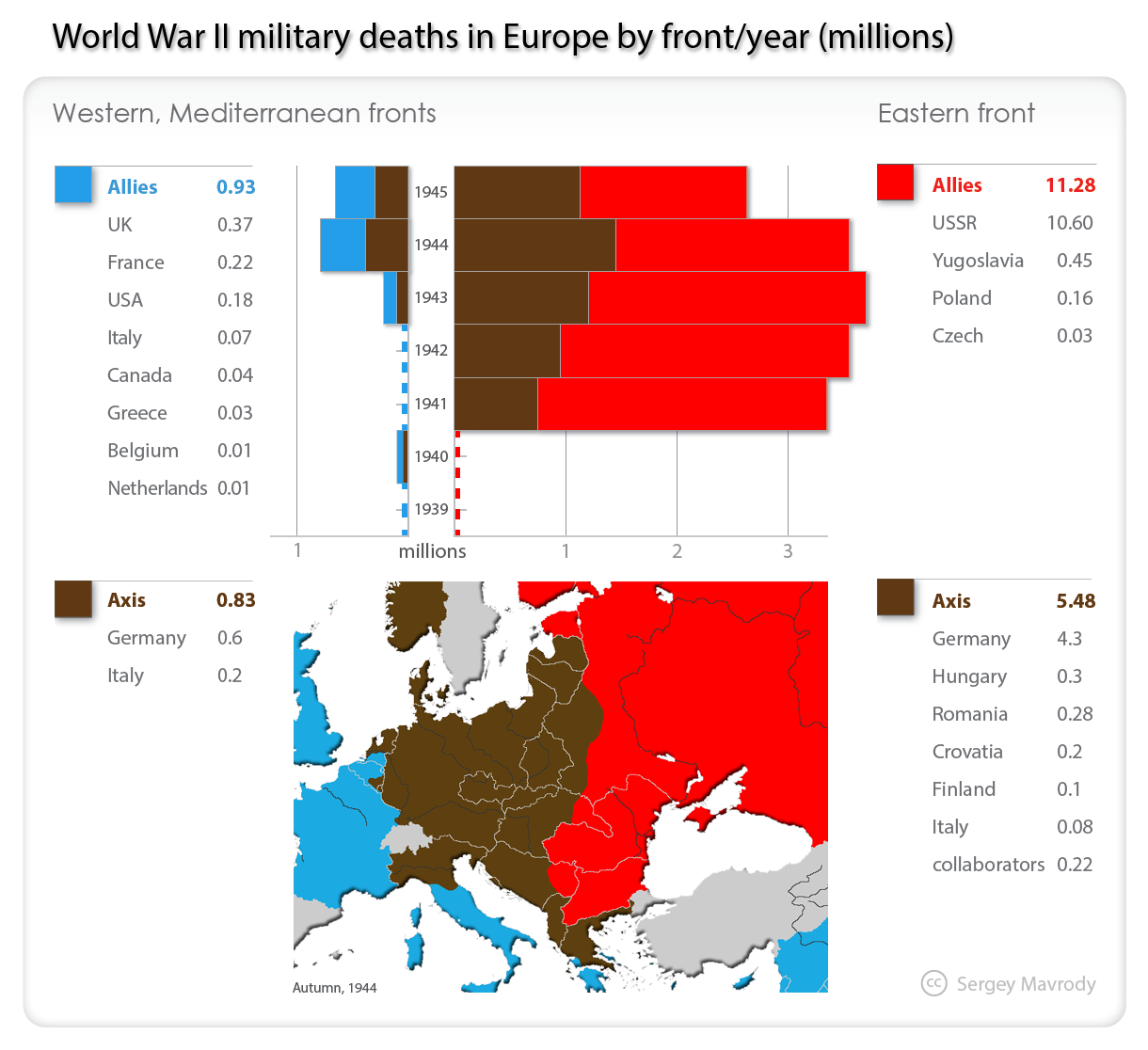
Ztráty na evropských bojištích, porovnání východní a západní fronty

Ztráty během druhé světové války byly mezi jednotlivými bojujícími stranami rozloženy neúměrně. To se týká zejména civilních obětí. Následující tabulka podává informace o ztrátách v jednotlivých zemích, počtu jejich obyvatel na počátku války a celkovém procentuálním počtu ztrát v poměru k obyvatelstvu.
| Stát / Území         | Počet obyvatel 1939 | Počet padlých vojáků | Civilní oběti | Oběti židovského holocaustu | Oběti celkem | % obětí z populace |
| -------------------- | ------------------- | -------------------- | ------------- | --------------------------- | ------------ | ------------------ |
| Albánie              | 1 100 000           | 28 000               |               | 200                         | 28 200       | 2,56%              |
| Austrálie            | 7 000               | 40 400               | 100           |                             | 40 500       | 0,58%              |
| Barma                | 17 500 000          |                      | 60 000        |                             | 60 000       | 0,34%              |
| Belgie               | 8 400 000           | 12 100               | 52 000        | 24 000                      | 88 100       | 1,05%              |
| Brazílie             | 41 500 000          | 1 000                | 1 000         |                             | 2 000        | 0,00%              |
| Bulharsko            | 6 300 000           | 22 000               |               |                             | 22 000       | 0,35%              |
| Bělorusko            | 9 000 000           |                      |               | 800 000                     | 3 000 000    | 33%                |
| Československo       | 10 400 000          | 25 000               | 63 000        | 277 000                     | 365 000      | 3,51 %             |
| Čína                 | 530 000             | 3 000                | 7 000         |                             | 10 000       | 1,89%              |
| Dánsko               | 3 800 000           | 1 300                | 1 800         | 100                         | 3 200        | 0,08%              |
| Estonsko             | 1 100 000           | 35 000               | 40 000        | 1 000                       | 76 000       | 6,9%               |
| Etiopie              | 14 100 000          | 5 000                | 200 000       |                             | 205 000      | 1,45%              |
| Filipíny             | 16 400 000          | 57 000               | 90 000        |                             | 147 000      | 0,9%               |
| Finsko               | 3 700 000           | 95 000               | 2 000         |                             | 97 000       | 2,62%              |
| Francie              | 41 700 000          | 212 000              | 267 000       | 83 000                      | 562 000      | 1,35%              |
| Francouzská Indočína | 24 600 000          |                      | 1 000         |                             | 1 000        | 4,07%              |
| Indie                | 386 000             | 87 000               | 1 500 000     |                             | 1 587 000    | 0,41%              |
| Indonésie            | 70 500 000          |                      | 4 000         |                             | 4 000        | 5,67%              |
| Irák                 | 3 700 000           | 1 000                |               |                             | 1 000        | 0,03%              |
| Írán                 | 14 000              | 200                  |               |                             | 200          | 0,00%              |
| Irsko                | 4 250 000           |                      | 100           |                             | 100          | 0,00%              |
| Island               | 120 000             |                      | 200           |                             | 200          | 0,17%              |
| Itálie               | 43 800 000          | 306 400              | 145 100       | 8 000                       | 459 500      | 1,05%              |
| Japonsko             | 72 000              | 2 000                | 600 000       |                             | 2 600 000    | 3,61%              |
| Jižní Afrika         | 10 300 000          | 11 900               |               |                             | 11 900       | 0,12%              |
| Jugoslávie           | 15 400 000          | 446 000              | 514 000       | 67 000                      | 1 027 000    | 6,67%              |
| Kanada               | 11 300 000          | 45 300               |               |                             | 45 300       | 0,4%               |
| Korea                | 23 400 000          |                      | 60 000        |                             | 60 000       | 0,26%              |
| Litva                | 2 500 000           |                      | 212 000       | 141 000                     | 353 000      | 14,12%             |
| Lotyšsko             | 2 000               |                      | 147 000       | 80 000                      | 227 000      | 11,35%             |
| Lucembursko          | 300 000             |                      | 1 000         | 1 000                       | 2 000        | 0,67%              |
| Maďarsko             | 9 200 000           | 300 000              | 80 000        | 200 000                     | 580 000      | 6,3%               |
| Malajsie             | 5 500 000           |                      | 100 000       |                             | 100 000      | 1,82%              |
| Malta                | 300 000             |                      | 1 500         |                             | 1 500        | 0,5%               |
| Mongolsko            | 700 000             | 300                  |               |                             | 300          | 0,04%              |
| Německo              | 69 300 000          | 5 500 000            | 1 840 000     | 160 000                     | 7 500 000    | 10,82%             |
| Newfoundland         | 300 000             | 1 000                | 100           |                             | 1 100        | 0,37%              |
| Nizozemsko           | 8 700 000           | 7 900                | 92 000        | 106 000                     | 205 900      | 2,37%              |
| Norsko               | 2 900 000           | 3 000                | 5 800         | 700                         | 9 500        | 0,33%              |
| Nový Zéland          | 1 600 000           | 11 900               |               |                             | 11 900       | 0,74%              |
| Polsko               | 34 800 000          | 240 000              | 5 360 000     | 3 000                       | 5 600 000    | 16,07%             |
| Portugalský Timor    | 500 000             |                      | 55 000        |                             | 55 000       | 11,0%              |
| Rakousko             | 7 000               |                      | 45 000        | 65 000                      | 110 000      | 1,57%              |
| Rumunsko             | 19 900 000          | 316 000              | 56 000        | 469 000                     | 841 000      | 4,23%              |
| Řecko                | 7 200 000           | 20 000               | 209 000       | 71 000                      | 300 000      | 4,17%              |
| Singapur             | 700 000             |                      | 50 000        |                             | 50 000       | 7,14%              |
| Sovětský svaz        | 168 500 000         | 9 800 000            | 15 500 000    | 1 000                       | 26 300 000   | 13,77%             |
| Španělsko            | 25 500 000          | 4 500                |               |                             | 4 500        | 0,02%              |
| Thajsko              | 15 300 000          | 5 600                |               |                             | 5 600        | 0,04%              |
| Tichomořské ostrovy  | 1 900 000           |                      | 57 000        |                             | 57 000       | 3,0%               |
| USA                  | 132 000             | 407 300              | 11 200        |                             | 418 500      | 0,32%              |
| Spojené království   | 47 800 000          | 382 600              | 67 800        |                             | 450 400      | 0,94%              |
| Celkem               | 1 971 470 000       | 23 856 700           | 37 026 700    | 5 754 000                   | 66 637 400   | 3,17%              |